# قسم باتاوة الريفي (مقاطعة دنا)
قسم باتاوة الريفي (بالفارسية: دهستان پاتاوه) هي قسم تقع في إيران في ناحية باتاوة. يقدر عدد سكانها بـ 13,068 نسمة .